# Central térmica de Mittelsbüren
La central térmica de Mittelsbüren (Kraftwerk Mittelsbüren) es una central energética de gas de alto horno situada en Bremen que inició sus operaciones en 1964. Añadió dos nuevas unidades a las dos ya existentes en 1974 y 1975, así como una turbina de gas GT3. 
Las dos primeras unidades fueron desmanteladas en 2002 y 2004, por lo que la operatoria quedó reducida a las unidades 3 (110 MW), 4 (150 MW) y a la GT3 (88 MW), con una potencia total de 348 Megavatios.
La empresa explotadora es Erzeugung GmbH & Co. KG. El gas de alto horno es suministrado por la colindante acería ArcelorMittal Bremen. 